# Quilombo Moju-Miri
Moju-miri é uma comunidade remanescente de quilombo, população tradicional brasileira, localizada nos municípios brasileiros de Abaetetuba e Moju (estado do Pará). Certificado como remanescente de quilombo (reminiscências históricas de antigos quilombos) em 2008 pela Fundação Cultural Palmares.

## Povos tradicionais
Povos Tradicionais ou Comunidades Tradicionais são grupos que possuem uma cultura diferenciada da cultura predominante local, que mantêm um modo de vida intimamente ligado ao meio ambiente natural em que vivem. Através de formas próprias: de organização social, do uso do território e dos recursos naturais (com relação de subsistência), sua reprodução sócio-cultural-religiosa utiliza conhecimentos transmitidos oralmente e na prática cotidiana.
Tombamento: "Art. 216. Constituem patrimônio cultural brasileiro os bens de natureza material e imaterial, tomados individualmente ou em conjunto, portadores de referência à identidade, à ação, à memória dos diferentes grupos formadores da sociedade brasileira, nos quais se incluem: Ficam tombados todos os documentos e os sítios detentores de reminiscências históricas dos antigos quilombos."

## Abaetetuba
Abaetetuba é um município brasileiro do estado do Pará), sede da Região Geográfica Imediata de Abaetetuba integrante da Região Geográfica de Belém na Região Norte do Brasil, localizada à latitude 01º43'05" sul e longitude 48º52'57" oeste, em uma área de 1 613,9 km².
A cidade de Salvatera, de código de identificação IBGE 1506302, possui as seguintes comunidades remanescentes: Campina, Bacabal, Santa Luzia, Rosário, Vila União, Boa Vista, Deus Ajude, Bairro Alto, Caldeirão, Pau Furado, São Benedito da Ponta, Siricarí, Providência, Mangueira, Salvá, Paixão, Campo Verde, Panema, Crista De Baleiro e, São João.

## População
A comunidade Moju-miri é formada por uma população de 28 famílias, distribuido em uma área de 878,6388 hectares.